# Златка чёрноточечная хвойная
Златка чёрноточечная хвойная, или антаксия четырёхточечная, или златка четырёхточечная сосновая (лат. Anthaxia quadripunctata), — вид жуков-златок.

## Описание
Длина тела взрослых особей (имаго) составляет 4—8 мм. Тело сверху чёрное или чёрно-бронзовое. Обитают на хвойных деревьях: ели европейской, сосне обыкновенной и сосне европейской кедровой, пихте белой, лиственнице европейской.

## Распространение
Встречается в Европе, в том числе европейской части России (на север до Мурманской области), в Сибири и на Дальнем Востоке, Монголии и Северной Африке.

## Классификация
Выделяют 2 подвида:
- Anthaxia quadripunctata attavistica Obenberger, 1918
- Anthaxia quadripunctata quadripunctata (Linnaeus, 1758)